# Lotan
Lotan (hebrejsky לוֹטָן, v oficiálním přepisu do angličtiny Lotan) je vesnice typu kibuc v Izraeli, v Jižním distriktu, v Oblastní radě Chevel Ejlot.

## Geografie
Leží v nadmořské výšce 121 metrů v údolí vádí al-Araba, cca 110 kilometrů od jižního břehu Mrtvého moře. Západně od obce se prudce zvedá aridní oblast pouště Negev.
Obec se nachází 170 kilometrů od břehu Středozemního moře, cca 233 kilometrů jihovýchodně od centra Tel Avivu, cca 198 kilometrů jižně od historického jádra Jeruzalému a 50 kilometrů severoseverovýchodně od města Ejlat. Lotan obývají Židé, přičemž osídlení v tomto regionu je etnicky převážně židovské. Obec je jen 1 kilometr vzdálena od mezinárodní hranice mezi Izraelem a Jordánskem.
Lotan je na dopravní síť napojen pomocí dálnice číslo 90, ze které tu k západu odbočuje dálnice číslo 40 (stará spojovací silnice z Ejlatu do Beerševy přes Micpe Ramon).

## Dějiny

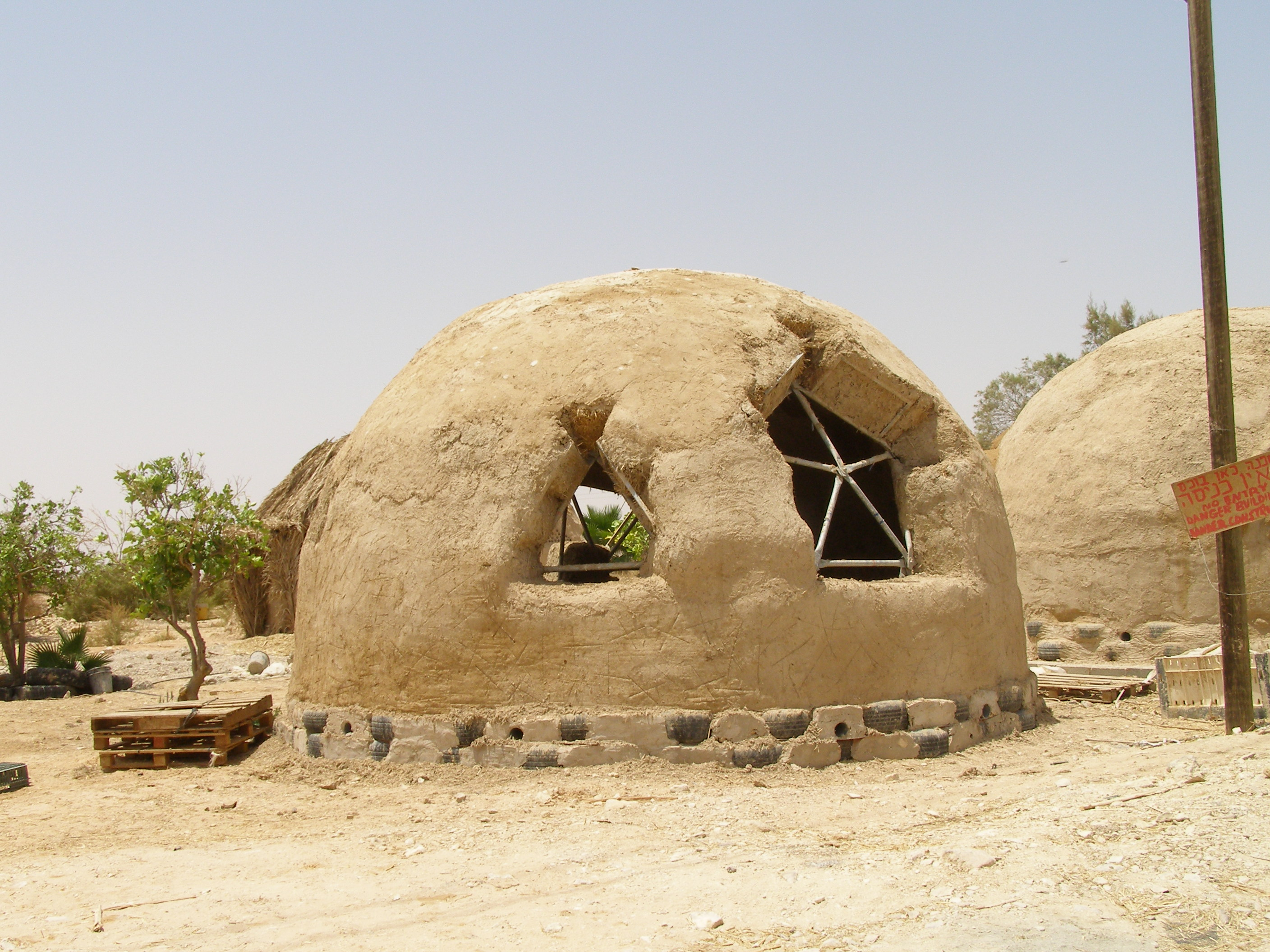
Stavby z hlíny v turistické ekovesnici v kibucu Lotan

Lotan byl založen v roce 1983. Jeho zakladateli byla skupina Židů z Izraele a USA napojená na reformní judaismus, která již předtím založila nedaleký kibuc Jahel. Vesnice se zpočátku nazývala Jahel Bet ('יהל ב). Stoupenci reformního judaismu založili také vesnici Chaluc v severním Izraeli. Současné jméno kibucu je odvozeno od biblické postavy Lótana zmiňovaného v Knize Genesis 36,20
Místní ekonomika je založena na zemědělství (palmové háje, produkce mléka) a turistickém ruchu (ubytování, ekoturistika). Vesnice se definuje jako ekologická, využívá ve vyšší míře recyklaci a přírodní materiály. Osada se nachází na významné migrační trase ptactva. Funguje tu zdravotní středisko, plavecký bazén, sportovní areály, synagoga a společná jídelna.

## Demografie
Obyvatelstvo kibucu je převážně sekulární. Podle údajů z roku 2014 tvořili naprostou většinu obyvatel v Lotan Židé – cca 100 osob (včetně statistické kategorie "ostatní", která zahrnuje nearabské obyvatele židovského původu ale bez formální příslušnosti k židovskému náboženství, cca 200 osob).
Jde o menší obec vesnického typu s dlouhodobě stagnující populací. K 31. prosinci 2014 zde žilo 172 lidí. Během roku 2014 populace stoupla o 11,7 %.
| Rok            | 1983 | 1995 | 2001 | 2003 | 2004 | 2005 | 2006 | 2007 | 2008 | 2009 | 2010 | 2011 | 2012 | 2013 | 2014 |
| -------------- | ---- | ---- | ---- | ---- | ---- | ---- | ---- | ---- | ---- | ---- | ---- | ---- | ---- | ---- | ---- |
| Počet obyvatel | 43   | 89   | 124  | 167  | 188  | 183  | 168  | 168  | 164  | 189  | 183  | 190  | 152  | 154  | 172  |